# Dactylorhiza praetermissa
Dactylorhiza praetermissa (Druce) Soó 1962 es una especie de orquídeas del género Dactylorhiza, subfamilia Orchidoideae, familia Orchidaceae estrechamente relacionadas con el género Orchis. Se distribuye por el Oeste y Noreste de Europa por el Sur hasta los Pirineos. Son de hábitos terrestres y tienen tubérculos.

## Etimología
El nombre Dactylorhiza procede de las palabras griegas δάκτυλος "daktylos" (dedo) y ρίζα "rhiza" (raíz). Esto es por la forma de los 2 tubérculos subterráneos del género. Dactylorhiza estuvo anteriormente clasificada dentro del género Orchis.
"praetermissa" = "de los prados", por su ubicación.

Sinónimos :
- Orchis praetermissa Druce (1914) (Basónimo)
- Orchis incarnata var. integrata E.G. Camus ex Fourcy (1891)
- Orchis wirtgenii Höppner (1916)
- Orchis praetermissa var. macrantha Sipkes (1921)
- Orchis latifolia var. junialis Verm. (1933)
- Orchis pardalina Pugsley (1934)
- Dactylorchis praetermissa (Druce) Verm. (1947)
- Dactylorhiza wirtgenii (Höppner) Soó (1962)
- Dactylorhiza praetermissa subsp. integrata (E.G. Camus ex Fourcy) Soó (1962)
- Dactylorhiza majalis var. junialis (Verm.) Senghas (1968)
- Dactylorhiza praetermissa var. junialis (Verm.) Senghas (1968)
- Dactylorhiza majalis subsp. praetermissa (Druce) D.M. Moore & Soó (1978)
- Dactylorhiza incarnata subsp. praetermissa (Druce) H. Sund. (1980)
- Dactylorhiza majalis var. praetermissa (Druce) R.M. Bateman & Denholm (1983)
- Dactylorhiza majalis var. macrantha (Sipkes) R.M. Bateman & Denholm (1983).
- Dactylorhiza integrata (E.G. Camus ex Fourcy) Aver. (1984)
- Dactylorhiza pardalina (Pugsley) Aver. (1986)
- Dactylorhiza praetermissa var. maculosa D. Tyteca & Gathoye (1990)
- Dactylorhiza praetermissa var. integrata* (E.G. Camus ex Fourcy) D.Tyteca & Gathoye (1939)
- Dactylorhiza praetermissa f. junialis (Verm.) P.D.Sell (1996)

Nombres comunes:
- Alemán: Übersehenes Knabenkraut
- Español:
- Francés: Orchis négligé
- Inglés: Southern marsh Orchid

## Hábitat
Estas orquídeas se encuentran distribuidas a lo largo del Oeste y Noroeste de Europa y por el Sur hasta los Pirineos.

## Descripción

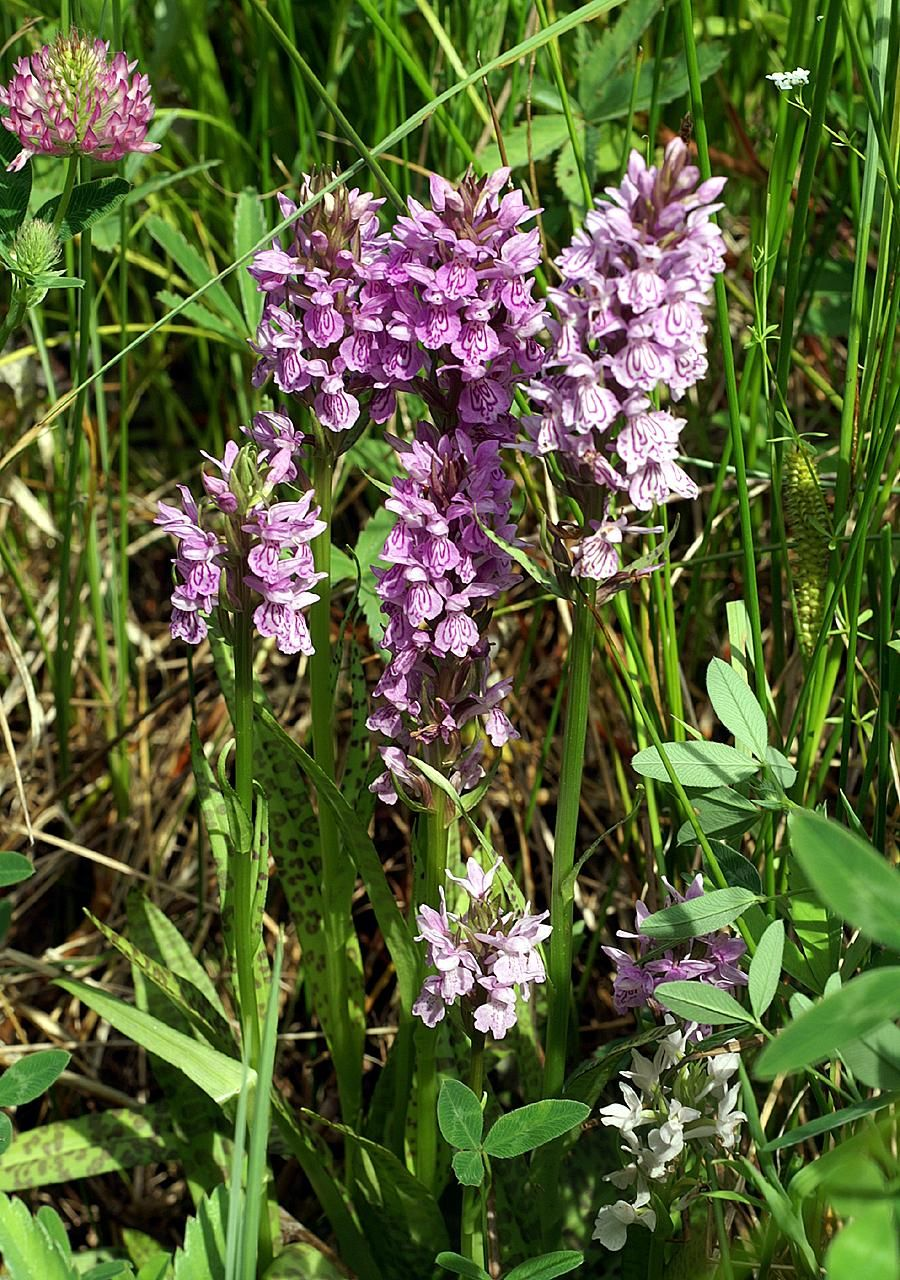
Dactylorhiza praetermissa, plantas.

Estas orquídeas terrestres se desarrollan en suelos básicos y prados húmedos, linderos de bosques y en áreas donde la arboleda está clareando. Tienen tubérculos geófitos. En estos gruesos tallos subterráneos pueden almacenar gran cantidad de agua, que les permitan sobrevivir en condiciones de sequía. 
Poseen de 7 a 12 grandes hojas de oblongo-ovoides a elíptico-lanceoladas, moteadas de color púrpura. Desarrollan un tallo largo que alcanza una altura de 70-90 cm. Las hojas de la parte superior son más pequeñas que las hojas más bajas del tallo. 
Florecen en la primavera tardía o en principios de verano. La inflorescencia, cilíndrica, comparada con la longitud de la planta es más bien corta. Siendo un racimo compacto con unas 25-50 flores. Estas se desarrollan a partir de unos capullos axilares. Los colores predominantes son púrpuras fuertes, moteados con manchas más oscuras formando el dibujo de alas de mariposa en la parte central superior del labelo. El labelo con forma acorazonada, con los bordes festoneados, y en la parte central inferior dos identaciones y un resalte sobresaliendo del borde. 
Su sistema de polinización normalmente entomógamo, pero al estar desprovistas de néctar tienen que recurrir al mismo mecanismo de atracción que presentan otras orquídeas, como es el caso del género Orchis, que para atraer a los polinizadores las flores tienen que adquirir la apariencia de flores nectaríferas.

## EspeciesDactylorhiza praetermissa
Especie tipo: Orchis umbrosa Karelin & Kir. 1842 = Dactylorhiza umbrosa (Kar. & Kir.) Nevski 1937. 
- Dactylorhiza praetermissa: Orquídea de Marzo Leopardo, (W. & NW. Europa)

## Híbridos
Nota : nothosubspecies = una subespecie híbrida; nothovarietas = subvariedad.
- Dactylorhiza × godferyana (D. majalis × D. praetermissa) (W. Europa).
- Dactylorhiza × grandis (D. fuchsii × D. praetermissa) (W. Europa).
- Dactylorhiza × hallii (D maculata subsp. ericetorum × D. praetermissa) (W. Europa). 
  - Dactylorhiza × hallii nothosubsp. nummiana (D. maculata subsp. elodes × D. praetermissa) (W. Europa). Tubérculo geófito
- Dactylorhiza × insignis (D. praetermissa × D. purpurella) (W. Europa).
- Dactylorhiza × paridaeniana (D. elata subsp. sesquipedalis × D. praetermissa) (W. Europa).